# Czornomornaftohaz
Czornomornaftohaz (ukr. Чорноморнафтогаз, ros. Черноморнефтегаз) – ukraińskie przedsiębiorstwo, zajmujące się poszukiwaniem i rozpoznawaniem złóż i wydobyciem ropy naftowej i gazu ziemnego na szelfie Morza Czarnego i Azowskiego.
Przedsiębiorstwo eksploatuje 6 złóż gazu i 1 złoże ropy naftowej, wydobywa około 4,3% ogólnej ilości wydobycia gazu na Ukrainie.
100% akcji spółki posiada Naftohaz Ukrainy, jednak po aneksji Krymu przez Rosję władze Republiki Krymu zapowiedziały nacjonalizację przedsiębiorstwa, a wicepremier Krymu Rustam Temirgaljew zapowiedział, że firma stanie się oddziałem Gazpromu.